# Купманс, Тьяллинг
Тьяллинг Чарлз Копманс (нидерл. Tjalling Charles Koopmans; 28 августа 1910, Гравеланд, Нидерланды — 26 февраля 1985, Нью-Хейвен, Коннектикут, США) — американский экономист и математик голландского происхождения, лауреат премии по экономике памяти Альфреда Нобеля 1975 года «за вклад в теорию оптимального распределения ресурсов» (совместно с Леонидом Канторовичем). Президент Эконометрического общества в 1950 году, президент Американской экономической ассоциации в 1978 году.
Член Национальной академии наук США (1969).

## Биография
Учился в Утрехтском университете, изучал математику и физику (бакалавр (1932), магистр (1933)). Докторскую степень по математической экономике получил в Лейдене (1936).
В 1940 переехал в США. Работал в Принстонском, Нью-Йоркском, Чикагском и Йельском университетах.
Президент Эконометрического общества (1950). Президент Американской экономической ассоциации в 1978 году.